# بهرام هوشیار
بهرام هوشیار (بالفارسية:بهرام هوشیار، ولد في يوم 24 مايو من سنة 1938 في طهران - توفي في يوم 19 أكتوبر من سنة 1991 في طهران). وهو ضابط في سلاح الجو الايراني. وكان احد القادة البارزين المشاركين في عملية بيت المقدس اثناء الحرب العراقية الإيرانية. وكذلك كان لهوشيار الدور الرئيسي للتخطيط للهجوم على قاعدة H3 الجوية في الانبار في سنة 1981.